# Luciano Gallet
Luciano Gallet (Rio de Janeiro, 28 de junho de 1893 — Rio de Janeiro, 29 de outubro de 1931) foi um compositor, professor, pianista, maestro e folclorista brasileiro.
É o patrono da cadeira de número 39 da Academia Brasileira de Música.

## Biografia
Começou sua atividade musical como pianista de orquestras de salão. Em 1913 foi aprovado para entrar como aluno do Instituto Nacional de Música (INM), onde estudou piano com Henrique Oswald e harmonia com Agnelo França.
Havia se tornado amigo de Glauco Velásquez, que reconheceu talento em suas composições e que foi quem o incentivou a procurar o curso do INM. Em 1914, já com a saúde precária, Velásquez transformou Gallet em seu intérprete predileto, incumbindo-lhe da execução de suas obras. Após a morte do amigo, Gallet fundou a Sociedade Glauco Velásquez, e se tornou o principal divulgador da música deste compositor.
Em 1917 Gallet tornou-se aluno de Darius Milhaud, compositor modernista francês que passou um período no Brasil. Foi com Milhaud que Gallet tomou contato com o modernismo musical europeu, e inciou-se no estudo sério da composição. Em 1918 Gallet lançou-se como compositor, revelando em suas primeiras composições uma forte influência da música francesa e do estilo de seu professor.
Na década de 1920 tomou contato com o movimento modernista brasileiro, o que o levou a iniciar estudos de folclore. Tornou-se também um dos músicos mais atuantes, liderando movimentos em favor da melhoria da atividade musical no Brasil. Com esta intenção, fundou e dirigiu, em 1928, a Revista Weco. Também foi fundador da Associação Brasileira de Música em 1930.
Em 1930 foi nomeado diretor do Instituto Nacional de Música quando reformulou o ensino da música, dando-lhe o estatuto de curso universitário. A nomeação de Luciano Gallet fez parte de um projeto de modernização do meio musical brasileiro, encampado pelo governo de Getúlio Vargas. Junto com Gallet, Sá Pereira e Mário de Andrade fizeram parte de uma comissão para reformular o programa dos cursos do INM. A reformulação do currículo do instituto objetivava transformá-lo em centro formador de músicos pensantes, pesquisadores da música brasileira, e não apenas reprodutores virtuoses da música européia. O desgaste que resultou do exercício do cargo, agravado pelo conflito com os professores antigos da instituição, contrários às mudanças, debilitou a saúde de Gallet, que veio a falecer no ano seguinte.
Autor de duas monografias sobre O índio na música brasileira e O negro na música brasileira (1928), deixou ainda outras pesquisas sobre cantigas e danças antigas do Rio, publicadas postumamente por Mário de Andrade sob o título de Estudos de Folclore (1934).